# Bakuny (rejon grodzieński)
Bakuny (biał. Бакуны) – wieś na Białorusi, położona w obwodzie grodzieńskim w rejonie grodzieńskim w sielsowiecie odelskim.
Znajduje się tu przystanek kolejowy Bakuny na linii Grodno – Bruzgi.
W latach 1921–1939 Bakuny (Bakunowo) należały do gminy Odelsk, powiat sokólski w ówczesnym województwie białostockim.